# Michele Zuccaro
Michele Zuccaro (* 18. Juli 1948 in Pomarico) ist ein italienischer Kunstmaler und Bildhauer.

## Leben und Werk
Anlässlich seiner letzten großen Ausstellung mit dem Titel L’esperienza del silenzio im Palazzo Crispi (12. Juni bis 4. August 2006), Neapel, wurden biografische Notizen und eine Würdigung des bisherigen Wirkens von Zuccaro veröffentlicht. Der Kunstkritiker Giuseppe Antonello Leone zeigt in seinem Vorwort zur Ausstellung auf, wie Zuccaro von Landschaft, Leben, Kultur und Geschichte der Basilicata beeinflusst, sein Schaffen mit Hang zum Existenzialismus und Expressionismus entwickelte, während er an verschiedenen Orten in Europa Station gemacht hat. Ein Auszug aus diesem Text fand Eingang in die Pressemitteilung, die online in italienischer Sprache verfügbar ist.

## Publikationen über sein Werk, Kritiken, Ausstellungen und Rezensionen
- Michele Zuccaro: L’esperienza del silenzio. Katalog zur Ausstellung vom 12. Juni bis 4. August 2006. Hrsg. von Palazzo Crispi. Napoli 2006.
- [Michele] Zuccaro: libero nell’aria. Hrsg. vom Istituto per il Restauro e le Arti „Maria Teresa Caiazzo“. Edizione Ripostes Salerno, Salerno 2000.